# Spigelia vestita
Spigelia vestita là một loài thực vật có hoa trong họ Mã tiền. Loài này được L.B. Sm. miêu tả khoa học đầu tiên năm 1960.